# Polystachya sandersonii
Polystachya sandersonii là một loài thực vật có hoa trong họ Lan. Loài này được Harv. miêu tả khoa học đầu tiên năm 1863.